# Ejido Francisco Villa, Veracruz
Ejido Francisco Villa är en ort i Mexiko.   Den ligger i kommunen San Juan Evangelista och delstaten Veracruz, i den sydöstra delen av landet, 500 km öster om huvudstaden Mexico City. Ejido Francisco Villa ligger 72 meter över havet och antalet invånare är 167.
Terrängen runt Ejido Francisco Villa är platt. Runt Ejido Francisco Villa är det glesbefolkat, med 10 invånare per kvadratkilometer. Närmaste större samhälle är Aguilera, 17,8 km norr om Ejido Francisco Villa. Omgivningarna runt Ejido Francisco Villa är en mosaik av jordbruksmark och naturlig växtlighet.